# Dominicanessenklooster Herne

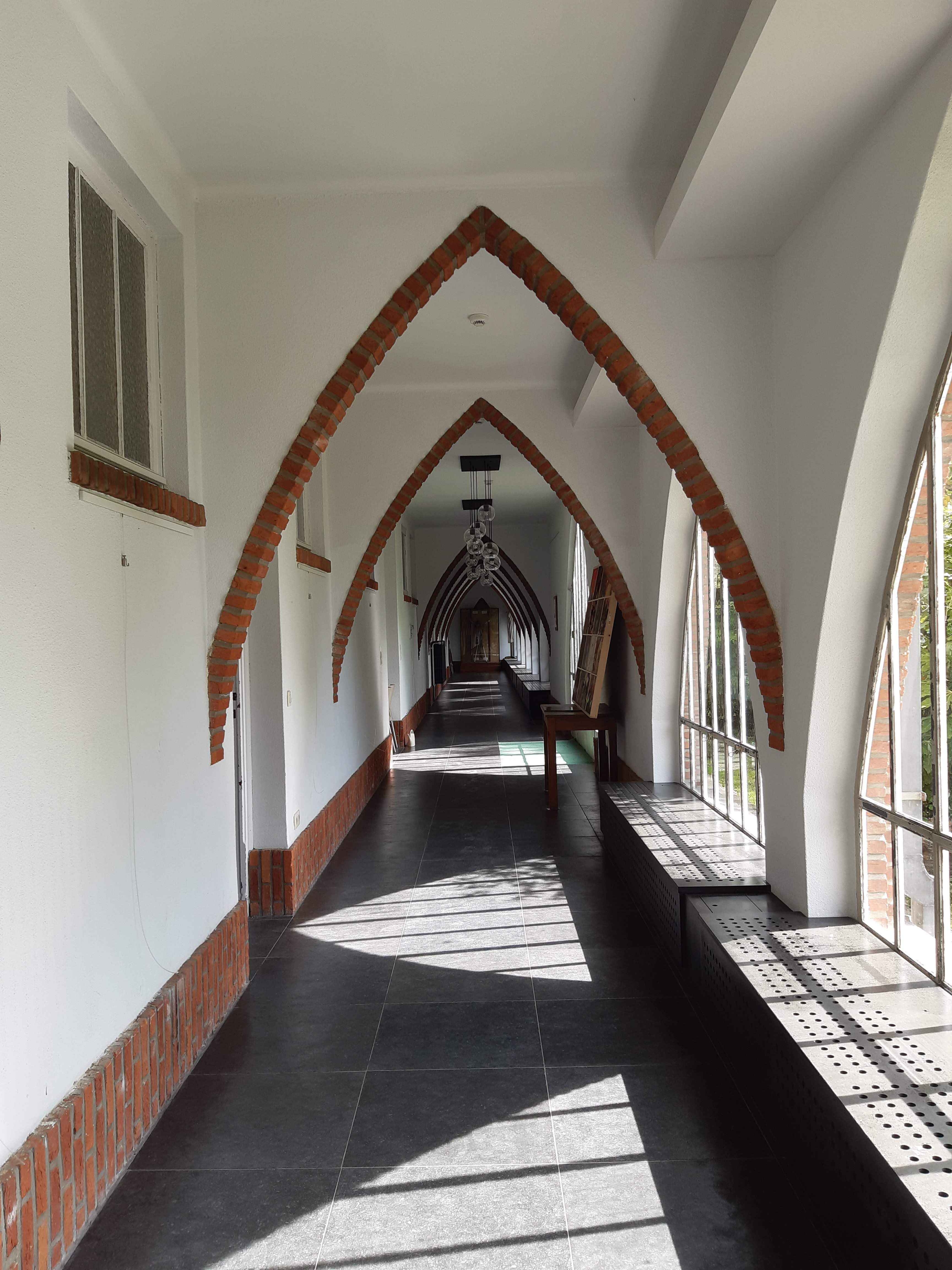
Binnengang in het Dominicanessenklooster

Het Dominicanessenklooster in Herne is een voormalig klooster aan de Heilige Geeststraat 24 in Herne op de grens met Edingen. In 2010 kocht de gemeente de gebouwen en organiseert er socioculturele activiteiten waarbij de grote tuin publiek toegankelijk werd. In 2017 werd het een gemeenschapscentrum en in 2019 ging het bakkersatelier ’t Bruut er van start.

## Geschiedenis
In 1903 kochten de Karmelietessen van Angoulême een oud herenhuis en verbouwden het tot een monasterium. Zij verhuisden naar Tourcoing en verkochten op 16 augustus 1926 het pand met bijgebouwen aan een tiental zusters Dominicanessen van de Altijddurende Rozenkrans. Deze contemplatieve kloostergemeenschap had zich in 1880 gevestigd in Peruwelz en verbleef achtereenvolgens in Leuven, Rouen, Baltimore, Hoboken, Dinant, Gent en Hoei waarna ze onder leiding van Mère Marie-Colombe in Herne terechtkwamen.
Op 14 mei 1940 werd bij een bombardement door de Duitsers het kloosterpand grotendeels verwoest. Deze bom was eigenlijk besteld voor het spoorwegknooppunt van Edingen. De 24 zusters vonden onderdak in de buurt terwijl het klooster werd heropgebouwd volgens de plannen van architect Godin uit Brussel. In 1947 werd het klooster opnieuw in gebruik genomen. Er traden ook twee zusters toe uit de familie Colruyt waaronder Marie-Rose, de dochter van stichter Franz, en ook Sœur Sourire verbleef er gedurende een korte periode.
Tegen het einde van de jaren 60 werd als gevolg van een daling van roepingen beslist om het slotklooster op te heffen. Het werd opgesplitst in een monasterium en een gebedshuis voor gasten, uitgebaat van 15 augustus 1974 tot eind 2007. In die periode waren ze gekend om hun gastvrijheid. Zo vingen ze in de jaren 90 Vietnamese en Roemeense vluchtelingen op en verwelkomden ze heel wat buitenlandse zusters. Ze organiseerden vormingsweekends of retraites en op zondag nodigden ze iedereen uit voor de zondagse misviering in hun kleine kapel. Omwille van de hoge onderhoudskosten noopte vzw Zusters Dominicanessen Vlaams-Brabant de vier overgebleven zusters op zoek te gaan naar een nieuwe bestemming. De gemeente Herne was bereid om de geest te behouden en kocht het terrein van 1,56 hectare op 13 december 2010.
Na een verbouwingsperiode vinden er sinds augustus 2015 feesten, vergaderingen, workshops en lezingen plaats. In 2016 werd Kathy Vandekerckhove aangesteld als conciërge van het complex waar het OCMW op de bovenverdieping een noodwoning en een lokaal opvanginitiatief voor vluchtelingen onderbracht. De Erfgoedcel en de heemkring van Sint-Pieters-Kapelle namen er ook hun intrek en de toneelkring AKT en de fanfare repeteren er wekelijks. In september 2017 werd het Dominicanessenklooster officieel erkend als gemeenschapscentrum en vinden er nog meer culturele activiteiten plaats.
In de herfst van 2019 verwelkomde het voormalig klooster met het bakkersatelier ’t Bruut een sociale werkplaats voor acht mensen met een beperking. Het gemeentebestuur wil de slecht onderhouden vleugel renoveren en omtoveren tot een foodhub met een microbrouwerij, winkel voor lokale biologische producten en een bistro.